# Data in Brief
Data in Brief (DIB; «Данные в сжатом виде») — международный междисциплинарный англоязычный научный журнал по распространению наборов информации и баз данных для различных наук, издаваемый Elsevier.

## Описание
Журнал предоставляет исследователям возможность обмениваться и повторно использовать наборы данных путём их публикации в статях и приложениях.
В статьях отражены сами данные, их описания и источники. Это позволяет понять, воспроизводить и находить информацию.
Доступ к данным облегчает сотрудничество и приводит к увеличению количества цитирований.
Публикуются первичные данные собранные авторами, способные представлять собой набор информации, полученной или собранной с помощью научного метода и имеющей ценность для исследовательского сообщества.
Вторичные данные могут использоваться если:
- это делается с использованием переменных, которые делают исследование уникальным
- авторы предоставляют научный протокол для сбора или создания данных
- сбор вторичных данных и/или их анализ добавляет значительную ценность этим данным.

Редакторам, для проверки, необходимо предоставить полный доступ ко всем данным на английском языке.
Журнал предоставляет открытый доступ к данным.

## Научные рейтинги
Data in Brief в 2020 году имел рейтинг CiteScore 1,5 — 32-е место из 111 (Q2) в категории «Междисциплинарные» предметы.
Журнал учитывается в Web of Science и Scopus.
Журнал не входит в Российский индекс научного цитирования (РИНЦ)